# Кругляки
Кругляки (лат. Clambidae) — семейство насекомых отряда жесткокрылых. 

## Описание
Крохотные, 0,7—2 мм, овальные, выпуклые, способные сворачиваться в клубок (откуда и произошло название — кругляки), с сильно вытянутой головой жучки.

## Экология и местообитания
Живут среди увядающей растительности.

## Палеонтология
Древнейшая находка семейства (†Elodophthalmus) происходит из мелового ливанского янтаря. Также кругляки представлены двумя современными родами Acalyptomerus и Sphaerothorax в бирманском янтаре.

## Классификаиция
По состоянию на 2011 год, в состав семейства включали 6 родов и 170 видов.
- Acalyptomerus Crowson, 1979
- Calyptomerus Redtenbacher, 1847
- Clambus Fischer von Waldheim, 1821
- Eoclambus Kirejtshuk & Azar, 2008
- Loricaster  Mulsant & Rey, 1861
- Sphaerothorax Endrödy-Younga, 1959

## Галерея

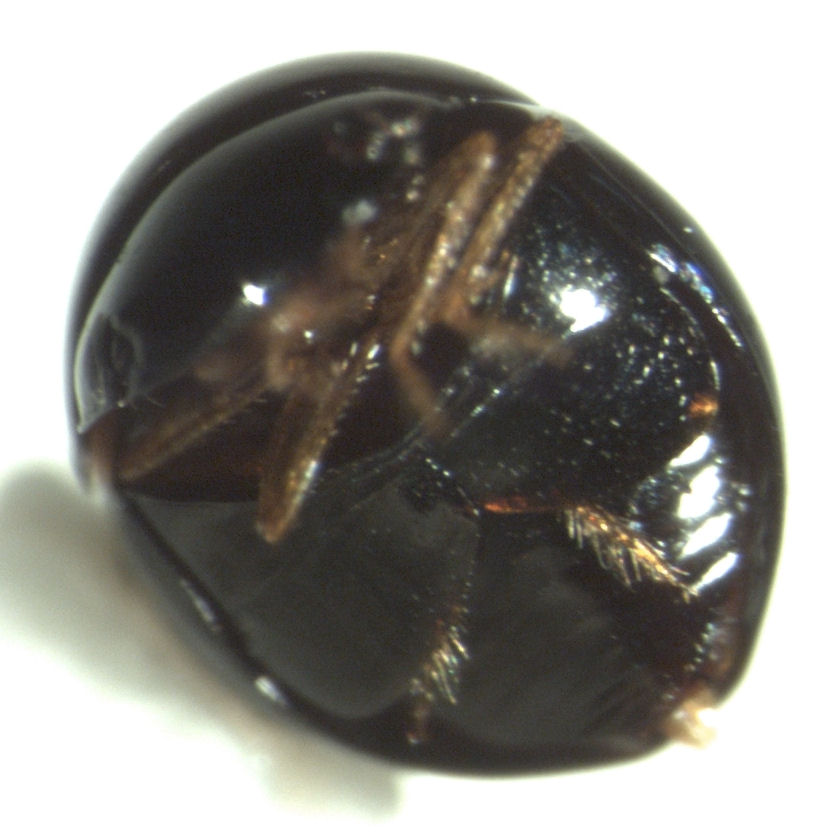
Clambus pluto